# Polska na Europejskich Igrzyskach Halowych w Lekkoatletyce 1967
Polska na Europejskich Igrzyskach Halowych w Lekkoatletyce 1967 – debiutująca w halowym czempionacie reprezentacja Polski podczas zawodów w Pradze zdobyła trzy medale.

## Wyniki reprezentantów Polski

### Mężczyźni
- bieg na 50 m
  - Marian Dudziak zajął 5. miejsce
  - Tadeusz Jaworski odpadł w eliminacjach
- sztafeta 4 x 2 okrążenia
  - Edward Romanowski, Jan Balachowski, Edmund Borowski i Tadeusz Jaworski zajęli 2. miejsce
- sztafeta 1+2+3+4 okrążenia
  - Marian Dudziak, Zbysław Anielak, Jan Werner i Andrzej Badeński nie ukończyli biegu finałowego
- bieg na 50 m przez płotki
  - Adam Kołodziejczyk zajął 5. miejsce
  - Leszek Wodzyński odpadł w półfinale
- skok wzwyż
  - Edward Czernik zajął 6. miejsce
- skok o tyczce
  - Włodzimierz Sokołowski zajął 8. miejsce
  - Waldemar Węcek zajął 10 miejsce
- skok w dal
  - Andrzej Stalmach zajął 3. miejsce
- pchnięcie kulą
  - Władysław Komar zajął 3. miejsce